# Carlo I di Savoia
Carlo I di Savoia detto il Guerriero (Carignano, 29 marzo 1468 – Pinerolo, 13 marzo 1490) fu marchese di Saluzzo (dal 1487), duca di Savoia, principe di Piemonte e conte d'Aosta, Moriana e Nizza dal 1482 al 1490. Rivendicò anche i titoli di re di Cipro, di re di Gerusalemme e re della Cilicia armena.

## Biografia

### Infanzia e ascesa
Carlo era figlio di Amedeo IX (1435 – 1472) e di Iolanda di Francia (1434 – 1478), (detta anche Violante di Francia o di Valois) e quindi fratello di Filiberto I di Savoia, alla morte del quale salì al trono dello stato piemontese, in età ancora molto giovane (solo 14 anni).

### In Francia
Luigi XI, lo zio, si considerò allora suo tutore, portandolo in Francia e ponendo come reggente degli stati sabaudi il vescovo di Ginevra: invano Filippo, del ramo dei Savoia-Bresse, cercò di ottenere il vicariato sul Piemonte.

### Matrimonio
Carlo I, alla morte di Luigi XI nel 1483, tornò in patria per poter, finalmente, governare. Si sposò, quindi, con Bianca di Monferrato (1472 – 1519), figlia del marchese Guglielmo VIII Paleologo.

### Regno
Nonostante la sua giovane età, seppe dar prova di incredibile fermezza e determinazione: deciso a riportare l'ordine in un Piemonte dominato dalle angherie dei baroni e dei signori feudali (che avevano avuto possibilità di esercitare il loro potere nei momenti di crisi succeduti alla morte di Amedeo IX di Savoia), Carlo I seppe piegare alla sua volontà le ribellioni e gli abusi.
Dichiarata guerra al Marchesato di Saluzzo, con il quale da tempo non correvano buoni rapporti, guidò in battaglia il suo esercito nel 1487 e occupò Carmagnola, una delle principali città del piccolo marchesato. Quando infine assediò Saluzzo stessa, il marchese Ludovico II fu costretto ad arrendersi e a rendere omaggio al giovane duca di Savoia, che annetté, sebbene per breve tempo, i possedimenti dei signori aleramici ai suoi domini.

### Rivendicazioni
Il 26 febbraio 1485 acquistò i diritti sul Regno di Cipro, di Gerusalemme e della Cilicia armena da sua zia Carlotta di Cipro, che si considerava la legittima titolata anche a seguito della sua deposizione nel 1464. L'accordo ottenuto, con il quale si impegnò a versare alla zia una pensione di 4300 fiorini annui, fu ratificato da papa Innocenzo VIII.
Tuttavia, alla morte nel 1489 dell'ultima regina regnante Caterina Corner, il Regno di Cipro passò alla Repubblica di Venezia, mentre Carlo continuò a rimanere un mero pretendente.

### Morte
Vinta la guerra con i saluzzesi e tornato in patria, nel 1490 dopo un banchetto si sentì male, insieme ad altri convitati. Si vociferò di veleno, alcuni accusarono Ludovico II di Saluzzo di aver provocato la morte del giovane duca, fatto sta che Carlo I di Savoia morì e fu sepolto presso la chiesa degli Agostiniani di Carignano; in seguito, il corpo venne traslato e inumato in una cappella del duomo di Vercelli, ove si trova tuttora.

## Discendenza
Carlo e Bianca di Monferrato ebbero due figli nati:
- Iolanda (1487 – 1499),[1] andata sposa nel 1496 al cugino Filiberto (1480 – 1504), figlio di Filippo Senzaterra, che diventerà duca di Savoia
- Carlo (1488 – 1496), Carlo Giovanni Amedeo, suo successore con il nome di Carlo Giovanni Amedeo[1]
- Un figlio non nato nel 1488
- Una figlia non nata nel 1490

## Ascendenza
|                      |                     |                     | Genitori                        |  |  | Nonni |  |  | Bisnonni          |  |  | Trisnonni            |  |
|                      |                     |                     |                                 |  |  |       |  |  | Antipapa Felice V |  |  | Amedeo VII di Savoia |  |
|                      |                     |                     |                                 |  |  |       |  |  | Antipapa Felice V |  |  | Amedeo VII di Savoia |  |
|                      |                     | Bona di Berry       |                                 |  |  |       |  |  | Antipapa Felice V |  |  |                      |  |
| Ludovico di Savoia   |                     |                     |                                 |  |  |       |  |  | Antipapa Felice V |  |  |                      |  |
|                      |                     | Maria di Borgogna   | Filippo II di Borgogna          |  |  |       |  |  |                   |  |  |                      |  |
|                      |                     | Maria di Borgogna   | Filippo II di Borgogna          |  |  |       |  |  |                   |  |  |                      |  |
|                      |                     | Maria di Borgogna   | Margherita III delle Fiandre    |  |  |       |  |  |                   |  |  |                      |  |
| Amedeo IX di Savoia  |                     | Maria di Borgogna   |                                 |  |  |       |  |  |                   |  |  |                      |  |
|                      |                     | Giano I di Cipro    | Giacomo I di Cipro              |  |  |       |  |  |                   |  |  |                      |  |
|                      |                     | Giano I di Cipro    | Giacomo I di Cipro              |  |  |       |  |  |                   |  |  |                      |  |
|                      |                     | Giano I di Cipro    | Helvis di Brunswick-Grubenhagen |  |  |       |  |  |                   |  |  |                      |  |
| Anna di Lusignano    |                     | Giano I di Cipro    |                                 |  |  |       |  |  |                   |  |  |                      |  |
|                      |                     | Carlotta di Borbone | Giovanni I di Borbone-La Marche |  |  |       |  |  |                   |  |  |                      |  |
|                      |                     | Carlotta di Borbone | Giovanni I di Borbone-La Marche |  |  |       |  |  |                   |  |  |                      |  |
|                      |                     | Carlotta di Borbone | Caterina di Vendôme             |  |  |       |  |  |                   |  |  |                      |  |
| Carlo I di Savoia    |                     | Carlotta di Borbone |                                 |  |  |       |  |  |                   |  |  |                      |  |
|                      | Carlo VI di Francia | Carlo V di Francia  |                                 |  |  |       |  |  |                   |  |  |                      |  |
|                      | Carlo VI di Francia | Carlo V di Francia  |                                 |  |  |       |  |  |                   |  |  |                      |  |
|                      | Carlo VI di Francia | Giovanna di Borbone |                                 |  |  |       |  |  |                   |  |  |                      |  |
| Carlo VII di Francia | Carlo VI di Francia |                     |                                 |  |  |       |  |  |                   |  |  |                      |  |
|                      |                     | Isabella di Baviera | Stefano III di Baviera          |  |  |       |  |  |                   |  |  |                      |  |
|                      |                     | Isabella di Baviera | Stefano III di Baviera          |  |  |       |  |  |                   |  |  |                      |  |
|                      |                     | Isabella di Baviera | Taddea Visconti                 |  |  |       |  |  |                   |  |  |                      |  |
| Iolanda di Valois    |                     | Isabella di Baviera |                                 |  |  |       |  |  |                   |  |  |                      |  |
|                      |                     | Luigi II d'Angiò    | Luigi I d'Angiò                 |  |  |       |  |  |                   |  |  |                      |  |
|                      |                     | Luigi II d'Angiò    | Luigi I d'Angiò                 |  |  |       |  |  |                   |  |  |                      |  |
|                      |                     | Luigi II d'Angiò    | Marie de Châtillon              |  |  |       |  |  |                   |  |  |                      |  |
| Maria d'Angiò        |                     | Luigi II d'Angiò    |                                 |  |  |       |  |  |                   |  |  |                      |  |
|                      |                     | Violante d'Aragona  | Giovanni I d'Aragona            |  |  |       |  |  |                   |  |  |                      |  |
|                      |                     | Violante d'Aragona  | Giovanni I d'Aragona            |  |  |       |  |  |                   |  |  |                      |  |
|                      |                     | Violante d'Aragona  | Iolanda di Bar                  |  |  |       |  |  |                   |  |  |                      |  |
|                      |                     | Violante d'Aragona  |                                 |  |  |       |  |  |                   |  |  |                      |  |